# Sargocentron spiniferum
Sargocentron spiniferum (Forsskål, 1775) conosciuto come pesce scoiattolo spinoso, è un pesce osseo marino appartenente alla famiglia Holocentridae.

## Distribuzione e habitat
L'areale si estende all'intero Indo-Pacifico dal mar Rosso e le coste orientali dell'Africa alle Hawaii e all'isola di Ducie mentre a nord giunge al Giappone meridionale e a sud raggiunge l'Australia. Molto comune in Micronesia.
Si tratta di una specie legata all'ambiente di barriera corallina dove occupa una vasta gamma di habitat dalle lagune degli atolli alle barriere esposte al mare aperto a quelle costiere e anche in profondità. I giovanili si trovano fra i coralli di acque basse in ambienti riparati dalla forza del mare.
La distribuzione batimetrica va da 1 a 122 metri.

## Descrizione
Rispetto agli altri Sargocentron ha corpo più alto e robusto. Il muso è appuntito, con la mandibola leggermente sulla mascella a bocca chiusa, e l'occhio è grande. La spina sul preopercolo è particolarmente grande ed è collegata a ghiandole velenifere. La colorazione generale del corpo è rossa con i margini posteriori delle scaglie più chiari che formano un reticolo sul corpo. La parte spinosa della pinna dorsale è rosso violacea, tutte le altre pinne sono giallo arancio. Una barra verticale rosso vivo è presente sul preopercolo dietro l'occhio.
Raggiunge i 51 cm ma comunemente non supera i 35 cm. Il peso massimo noto è di 2,6 kg. È considerato l'Holocentridae più grande sebbene Holocentrus adscensionis raggiunga dimensioni maggiori ma solo eccezionalmente.

## Biologia

### Comportamento
È notturno come tutti gli Holocentridae, passa le ore del giorno nascosto in anfratti o grotte. Si tratta di una specie solitaria.

### Alimentazione
Si nutre sia di piccoli pesci (tra cui i giovanili della murena Gymnothorax rueppelliae) e invertebrati bentonici come crostacei (granchi e stomatopodi) e anellidi. Una piccola parte della dieta è composta da zooplancton.

## Pesca
Viene catturato talvolta con il fucile subacqueo mentre non ha importanza per la pesca commerciale se non in alcune situazioni di pesca di sussistenza.

## Conservazione
A parte la pesca subacquea che ha portato alla lieve e localizzata diminuzione di alcune popolazioni non viene pescato e non paiono essere attive altre cause di minaccia. La specie è complessivamente comune. Per questo la lista rossa IUCN la classifica come "a rischio minimo".